# Antonio Schivardi
Pour les articles homonymes, voir Schivardi.
Antonio Schivardi (2 octobre 1910, Corteno Golgi, province de Brescia, Lombardie - Alta Valcamonica, Brescia, 14 août 1944) fut lors de la Seconde Guerre mondiale, un résistant italien, Medaglia d’Oro della Resistenza.

## Biographie
Enseignant de profession, il fut enrôlé dans la Sanità Militare comme sergent avant d'être mobilisé en 1935 dans les possessions italiennes d'Afrique de l'Est. En 1936 il se trouve en Libye avant d'être envoyé en Albanie en 1940. 
Lors de la Seconde Guerre mondiale, il fut dans sa région natale l'organisateur de la Résistance, dans le Val Camonica. 
Le 15 août 1944, encerclé par les Allemands, il meurt d'une rafale de mitraillette. 
Plusieurs rues italiennes portent son nom, notamment à Brescia et à Rome. 